# Victor Hanbury
Pour les articles homonymes, voir Hanbury.
Victor Hanbury (né en 1897 à Londres et mort le 14 décembre 1954 dans la même ville à l'âge de 57 ans) est un réalisateur, scénariste et producteur de cinéma britannique.

## Biographie
Entré dans l'industrie cinématographique en 1919 après avoir servi dans l'armée pendant la Première Guerre mondiale, Victor Hanbury devient réalisateur et producteur au début des années 1930. Son dernier film en tant que réalisateur était Hôtel Réserve — co-réalisé avec Lance Comfort et Mutz Greenbaum — qu'il a également coproduit en 1944. Il a continué à produire dans les années 1940 et 1950, notamment des films de Lance Comfort, Wolf Rilla, Stephen Clarkson et Guy Green.
Victor Hanbury était initialement crédité en tant que producteur et réalisateur de La bête s'éveille (The Sleeping Tiger), mais le film a en fait été réalisé par Joseph Losey, qui utilisa le nom de Victor Hanbury comme pseudonyme lorsque, victime du maccarthisme et mis sur la liste noire des indésirables à Hollywood en raison de ses sympathies communistes, il s'exila à Londres pour tenter de démarrer une seconde carrière en Europe.

## Filmographie partielle

### Comme réalisateur
- 1931 : L'Étudiant pauvre (en) (co-réalisé avec John Harvel)
- 1932 : Where Is This Lady? (en) (co-réalisé avec Ladislas Vajda)
- 1933 : Ce n'est pas drôle (No Funny Business) (co-réalisé avec John Stafford)
- 1934 : There Goes Susie (en) (co-réalisé avec John Stafford)
- 1934 : Dick Turpin (co-réalisé avec John Stafford)
- 1934 : Spring in the Air (en)  (co-réalisé avec Norman Lee)
- 1935 : Admirals All (en)
- 1935 : The Crouching Beast (en)
- 1936 : Ball at Savoy (en) (co-réalisé avec John Stafford)
- 1936 : Beloved Imposter (en)
- 1936 : The Avenging Hand (co-réalisé avec Frank Richardson)
- 1936 : Second Bureau (en)
- 1937 : Return of a Stranger (en)
- 1943 : Escape to Danger (en) (co-réalisé avec Lance Comfort)
- 1944 : Hôtel Réserve (co-réalisé avec Lance Comfort et Mutz Greenbaum)

### Comme producteur
- 1934 : There Goes Susie (en) de Victor Hanbury et John Stafford
- 1940 : It Happened to One Man (en) de Paul Ludwig Stein
- 1940 : They Flew Alone (en) de Herbert Wilcox
- 1943 : Chef d'escadrille (en)  de Lance Comfort
- 1944 : Hôtel Réserve de Lance Comfort, Mutz Greenbaum et Victor Hanbury
- 1945 : Great Day (en) de Lance Comfort
- 1945 : Fille maudite (en) (Daughter of Darkness) de Lance Comfort
- 1953 : Noose for a Lady (en) de Wolf Rilla
- 1953 : Death Goes to School (en) de Stephen Clarkson
- 1953 : Glad Tidings (en) de Wolf Rilla
- 1953 : Death Goes to School (en) de Wolf Rilla
- 1954 : River Beat (en) de Guy Green

### Comme scénariste
- 1933 : Ce n'est pas drôle (No Funny Business) de Victor Hanbury et John Stafford